# Жіночий Кубок ЄГФ
Кубок Європейської гандбольної федерації (Кубок ЄГФ) — щорічний турнір європейських гандбольних клубів.
Турнір проводиться серед жіночих гандбольних команд із 1981 року, спочатку під егідою Міжнародної гандбольної федерації (IHF) під назвою Кубок IHF; з 1993 року організовується Європейською гандбольною федерацією (EHF).

## Історія
Розіграш турніру проходить за системою вибування. Кількість турів в різні роки відрізнялась:
- у сезонах 1993/94 — 1999/00 складався з п'яти етапів: 1/16 фіналу, 1/8 фіналу, чвертьфіналу, півфіналу та фіналу;
- у сезонах 2000/01 — 2002/03, 2009/10, 2010/11 складався з семи етапів: чотирьох кваліфікаційних, чвертьфіналу, півфіналу та фіналу;
- у сезонах 2003/04 — 2008/09, 2016/17 — 2019/20 складався з семи етапів: трьох кваліфікаційних, 1/8 фіналу, чвертьфіналу, півфіналу та фіналу;
- у сезонах 2011/12 — 2015/16 складався з шести етапів: двох кваліфікаційних, 1/8 фіналу, чвертьфіналу, півфіналу та фіналу.

З сезону 2016/17 складається з семи етапів: трьох кваліфікаційних, 1/8 фіналу (групового етапу), чвертьфіналу, півфіналу та фіналу. Для кожного туру визначаються пари учасників. Команди грають один проти одного два матчі: вдома і на виїзді, а переможець визначається сукупним балом. Кількість команд, які змагаються в перших трьох раундах, відрізнятися від одного сезону до іншого. У сезоні 2017/18 змагатимуться 54 команди. 12 переможчів третього кваліфікаційного раунду та 4 команди, що вилетять з Ліги чемпіонів, зіграють у груповому турнірі Кубка ЄГФ. Україну в цьому сезоні представляв львівський гандбольний клуб «Галичанка». Їх суперником у першому кваліфікаційному раунді був клуб «Морренгоф Янсен» з міста Дальфсен (Нідерланди). За підсумками двох ігор за сумою очок львівська команда поступилась нідерландкам і вибула з турніру в першому кваліфікаційному раунді.
Рішенням виконкому ЄГФ від 15 грудня 2018 р. починаючи з сезону 2020/21 Кубок змінить формат та назву на Європейську гандбольну лігу. 16 учасників групового турніру визначатимуться в трьох кваліфікаційних раундах. Вісьмома чвертьфіналістами стануть клуби, що займуть перше та друге місце у своїх групах. Переможця турніру визначать у «фіналі чотирьох».

## Фіналісти
| 1981/82 | «Трешневка» (Загреб)                       | 30:27, 17:19                      | «Егле-Свеса» (Вільнюс)            |                                   |                                   |                                   |                                   |
| 1982/83 | «Автомобіліст» (Баку)                      | 20:14, 18:15                      | «Емпор» (Росток)                  |                                   |                                   |                                   |                                   |
| 1983/84 | «Хімістул» (Римніку-Вилча)                 | 22:18, 29:21                      | «Ольденбург»                      |                                   |                                   |                                   |                                   |
| 1984/85 | «Форвертс» (Франкфурт-на-Одері)            | 17:19, 19:13                      | «Вашаш» (Будапешт)                |                                   |                                   |                                   |                                   |
| 1985/86 | «Лейпциг»                                  | 16:22, 25:15                      | «Дебрецен»                        |                                   |                                   |                                   |                                   |
| 1986/87 | «Будучност» (Подгориця)                    | 21:23, 34:27                      | «Старт» (Братислава)              |                                   |                                   |                                   |                                   |
| 1987/88 | «Егле-Свеса» (Вільнюс)                     | 34:20, 22:32                      | «Будучност» (Подгориця)           |                                   |                                   |                                   |                                   |
| 1988/89 | «Хімістул» (Римніку-Вилча)                 | 26:18, 21:26                      | «Егле» (Вільнюс)                  |                                   |                                   |                                   |                                   |
| 1989/90 | «Хімістул» (Римніку-Вилча)                 | 19:22, 21:16                      | «Спартак» (Київ)                  |                                   |                                   |                                   |                                   |
| 1990/91 | «Локомотив» (Загреб)                       | 19:11, 19:20                      | «Баєр» (Леверкузен)               |                                   |                                   |                                   |                                   |
| 1991/92 | «Лейпциг»                                  | 24:19, 28:18                      | «Іскра» (Партизанське)            |                                   |                                   |                                   |                                   |
| 1992/93 | «Рапід» (Бухарест)                         | 28:16, 22:24                      | «Діжон»                           |                                   |                                   |                                   |                                   |
| 1993/94 | «Віборг»                                   | 23:20, 21:24                      | «Дебрецен»                        |                                   |                                   |                                   |                                   |
| 1994/95 | «Дебрецен»                                 | 22:14, 22:30                      | «Бакелагетс» (Осло)               |                                   |                                   |                                   |                                   |
| 1995/96 | «Дебрецен»                                 | 20:23, 18:15                      | «Ларвік»                          |                                   |                                   |                                   |                                   |
| 1996/97 | «Олімпія» (Любляна)                        | 26:18, 26:30                      | «Борусія» (Дортмунд)              |                                   |                                   |                                   |                                   |
| 1997/98 | «Дунаферр» (Дунауйварош)                   | 26:22, 34:27                      | «Банська Бистриця»                |                                   |                                   |                                   |                                   |
| 1998/99 | «Віборг»                                   | 21:24, 28:21                      | «Дьйор»                           |                                   |                                   |                                   |                                   |
| 1999/00 | «Амадео Тортаяда» (Валенсія)               | 24:22, 18:19                      | «Тертнес Ідреттслаг» (Берген)     |                                   |                                   |                                   |                                   |
| 2000/01 | «Монтекс» (Люблін)                         | 28:21, 24:24                      | «Подравка» (Копривниця)           |                                   |                                   |                                   |                                   |
| 2001/02 | «Ікаст»                                    | 25:30, 36:23                      | «Дьйор»                           |                                   |                                   |                                   |                                   |
| 2002/03 | «Слагельсе»                                | 22:27, 27:20                      | «Дунаферр» (Дунауйварош)          |                                   |                                   |                                   |                                   |
| 2003/04 | «Віборг»                                   | 27:27, 37:21                      | «Дьйор»                           |                                   |                                   |                                   |                                   |
| 2004/05 | «Корнексі-Алькоа» (Секешфегервар)          | 21:27, 28:19                      | «Дьйор»                           |                                   |                                   |                                   |                                   |
| 2005/06 | «Ференцварош» (Будапешт)                   | 37:36, 33:32                      | «Подравка» (Копривниця)           |                                   |                                   |                                   |                                   |
| 2006/07 | «Звєзда» (Звенигород)-(Московська область) | 30:35, 32:22                      | «Ікаст»                           |                                   |                                   |                                   |                                   |
| 2007/08 | «Динамо» (Волгоград)                       | 27:25, 23:20                      | «Ітчако» (Естелья)                |                                   |                                   |                                   |                                   |
| 2008/09 | «Ітчако» (Естелья)                         | 27:19, 25:26                      | «Лейпциг»                         |                                   |                                   |                                   |                                   |
| 2009/10 | «Рандерс» (Раннерс)                        | 20:22, 30:24                      | «Ельда Престижіо» (Ельда)         |                                   |                                   |                                   |                                   |
| 2010/11 | «Мідтьюлланн»                              | 28:21, 24:26                      | «Твіс» (Гольстебро)               |                                   |                                   |                                   |                                   |
| 2011/12 | «Лада» (Тольятті)                          | 30:24, 21:20                      | «Залеу»                           |                                   |                                   |                                   |                                   |
| 2012/13 | «Твіс» (Гольстебро)                        | 31:35, 33:28                      | «Мец»                             |                                   |                                   |                                   |                                   |
| 2013/14 | «Лада» (Тольятті)                          | 36:25, 32:32                      | «Тім Есб'єрг»                     |                                   |                                   |                                   |                                   |
| 2014/15 | «Твіс» (Гольстебро)                        | 33:20, 22:33                      | «Ростов-Дон» (Ростов-на-Дону)     |                                   |                                   |                                   |                                   |
| 2015/16 | «Дунауйварош»                              | 26:28, 29:21                      | «Метцинген»                       |                                   |                                   |                                   |                                   |
| 2016/17 | «Ростов-Дон» (Ростов-на-Дону)              | 28:25, 25:21                      | «Бітігайм»                        |                                   |                                   |                                   |                                   |
| 2017/18 | «Віперс Крістіансанн»                      | 26:22, 25:30                      | МСК «Крайова»                     |                                   |                                   |                                   |                                   |
| 2018/19 | «Тім Есб'єрг» (Есб'єрг)                    | 21:21, 21:26                      | «Шіофок»                          |                                   |                                   |                                   |                                   |
| 2019/20 | Скасовано через пандемію COVID-19          | Скасовано через пандемію COVID-19 | Скасовано через пандемію COVID-19 | Скасовано через пандемію COVID-19 | Скасовано через пандемію COVID-19 | Скасовано через пандемію COVID-19 | Скасовано через пандемію COVID-19 |
| 2020/21 |                                            |                                   |                                   |                                   |                                   |                                   |                                   |
| 2021/22 |                                            |                                   |                                   |                                   |                                   |                                   |                                   |

## Найуспішніші клуби
| Клуб                                     | Переможець | Фіналіст | Сезони перемоги  | Сезони фіналу          |
| ---------------------------------------- | ---------- | -------- | ---------------- | ---------------------- |
| «Віборг»                                 | 3          | 0        | 1994, 1999, 2004 |                        |
| «Дебрецен»                               | 2          | 2        | 1995, 1996       | 1986, 1994             |
| «Дунауйварош»                            | 2          | 1        | 1998, 2016       | 2003                   |
| «Лейпциг»                                | 2          | 1        | 1986, 1992       | 2009                   |
| «Мідтьюлланн» («Ікаст»)                  | 2          | 1        | 2002, 2011       | 2007                   |
| «Твіс» (Гольстебро)                      | 2          | 1        | 2013, 2015       | 2011                   |
| «Хімістул» (Римніку-Вилча)               | 2          | 0        | 1984, 1989       |                        |
| «Форвертс» (Франкфурт-на-Одері)          | 2          | 0        | 1985, 1990       |                        |
| «Лада» (Тольятті)                        | 2          | 0        | 2012, 2014       |                        |
| «Егле-Свеса» (Вільнюс)                   | 1          | 2        | 1988             | 1982, 1989             |
| «Будучност» (Подгориця)                  | 1          | 1        | 1987             | 1988                   |
| «Ітчако» (Естелья)                       | 1          | 1        | 2009             | 2008                   |
| «Ростов-Дон»                             | 1          | 1        | 2017             | 2015                   |
| «Трешневка» (Загреб)                     | 1          | 0        | 1982             |                        |
| «Автомобіліст» (Баку)                    | 1          | 0        | 1983             |                        |
| «Локомотив» (Загреб)                     | 1          | 0        | 1991             |                        |
| «Рапід» (Бухарест)                       | 1          | 0        | 1993             |                        |
| «Олімпія» (Любляна)                      | 1          | 0        | 1997             |                        |
| «Амадео Тортаяда» (Валенсія)             | 1          | 0        | 2000             |                        |
| «Монтекс» (Люблін)                       | 1          | 0        | 2001             |                        |
| «Слагельсе»                              | 1          | 0        | 2003             |                        |
| «Корнексі-Алькоа» (Секешфегервар)        | 1          | 0        | 2005             |                        |
| «Ференцварош» (Будапешт)                 | 1          | 0        | 2006             |                        |
| «Звєзда Звенигород» (Московська область) | 1          | 0        | 2007             |                        |
| «Динамо» (Волгоград)                     | 1          | 0        | 2008             |                        |
| «Рандерс» (Раннерс)                      | 1          | 0        | 2010             |                        |
| «Віперс Крістіансанн»                    | 1          | 0        | 2018             |                        |
| «Шіофок»                                 | 1          | 0        | 2019             |                        |
| «Дьйор»                                  | 0          | 4        |                  | 1999, 2002, 2004, 2005 |
| «Подравка» (Копривниця)                  | 0          | 2        |                  | 2001, 2006             |
| «Емпор» (Росток)                         | 0          | 1        |                  | 1983                   |
| «Ольденбург»                             | 0          | 1        |                  | 1984                   |
| «Вашаш» (Будапешт)                       | 0          | 1        |                  | 1985                   |
| «Старт» (Братислава)                     | 0          | 1        |                  | 1987                   |
| «Спартак» (Київ)                         | 0          | 1        |                  | 1990                   |
| «Баєр» (Леверкузен)                      | 0          | 1        |                  | 1991                   |
| «Іскра» (Партизанське)                   | 0          | 1        |                  | 1992                   |
| «Діжон»                                  | 0          | 1        |                  | 1993                   |
| «Бакелагетс» (Осло)                      | 0          | 1        |                  | 1995                   |
| «Ларвік»                                 | 0          | 1        |                  | 1996                   |
| «Борусія» (Дортмунд)                     | 0          | 1        |                  | 1997                   |
| «Банська Бистриця»                       | 0          | 1        |                  | 1998                   |
| «Тертнес Ідреттслаг» (Берген)            | 0          | 1        |                  | 2000                   |
| «Ельда Престижіо» (Ельда)                | 0          | 1        |                  | 2010                   |
| «Залеу»                                  | 0          | 1        |                  | 2012                   |
| «Метцинген»                              | 0          | 1        |                  | 2016                   |
| «Бітігайм»                               | 0          | 1        |                  | 2017                   |
| МСК «Крайова»                            | 0          | 1        |                  | 2018                   |
| «Тім Есб'єрг» (Есб'єрг)                  | 0          | 1        |                  | 2019                   |

## Досягнення українських клубів
В таблиці вказано етап Кубку ЄГФ на якому команда вибула з боротьби за Кубок
| Клуб                         | Кваліфікаційні раунди     | Кваліфікаційні раунди                       | Кваліфікаційні раунди              | Кваліфікаційні раунди | 1/6 фіналу | 1/8 фіналу       | 1/4 фіналу | 1/2 фіналу       | Фінал |
| ---------------------------- | ------------------------- | ------------------------------------------- | ---------------------------------- | --------------------- | ---------- | ---------------- | ---------- | ---------------- | ----- |
| Клуб                         | 1-й                       | 2-й                                         | 3-й                                | 4-й                   | 1/6 фіналу | 1/8 фіналу       | 1/4 фіналу | 1/2 фіналу       | Фінал |
| «Спартак» (Київ)             |                           |                                             | 2005/06                            |                       |            |                  | 1993/94    |                  | 1990  |
| «Мотор» (Запоріжжя)          |                           |                                             | 2008/09                            |                       |            | 2007/08          | 2006/07    | 2002/03, 2005/06 |       |
| «Галичанка» (Львів)          | 2016/17, 2017/18, 2018/19 | 2003/04, 2004/05, 2006/07, 2008/09, 2019/20 | 2015/16                            |                       |            | 2007/08          | 1998/99    |                  |       |
| «Транспортник» (Бровари)     |                           |                                             | 2000/01                            |                       | 1995/96    | 1994/95, 1999/00 | 1996/97    |                  |       |
| «Карпати» (Ужгород)          |                           |                                             | 2011/12, 2012/13, 2013/14, 2014/15 |                       |            | 1997/98          |            |                  |       |
| «Спарта» (Кривий Ріг)        |                           |                                             | 2010/11                            | 2009/10               |            |                  |            |                  |       |
| «Запоріжжя ЗДІА» (Запоріжжя) |                           | 2010/11                                     |                                    |                       |            |                  |            |                  |       |